# Akia Egyház
Az Akia Egyház Magyarországon bejegyzett egyház 2011 előtt. Az alapszabályban kinyilvánított célja az univerzum energiarendszerének kiegyensúlyozása. Az egyház élén a vezérmagos áll. Az ő munkáját segíti a két alvezérmagos. Az egyház pénzügyeit a 3 tagból álló számvizsgáló bizottság végzi.

## Története
Az egyház honlapja szerint az Akia filozófiát Tudos Zsa Zsa hozta létre és indította el útján. A felekezet eredetét i. e. 20488-re vezetik vissza, amikor állításuk szerint a földlakók első csoportja megérkezett Atlantiszra.
2011-ben 90 adózó ajánlotta fel 2010. évi személyi jövedelemadójának 1%-át az egyháznak.

## Hittételek
Az egyház alapszabályában megfogalmazott hittételek szerint „minden és mindenek felett a Teremtő áll, aki mindenben és mindenkiben megtalálható, ugyanígy a mindenek és mindenkik alkotják őt. A Teremtő tehát bármilyen formában megjelenhet, mutatván az állandóan változó és ugyanakkor állandó kiegyensúlyozottságra törekvő világot. Az anyagba formálódott Teremtőt Ishtar istennő és Baal isten személyesíti meg. A két nem egyenrangú szerepe, együttes munkája elengedhetetlen a kétpólusú világmindenség életben tartására, mivel minden élő és élettelen energia két pólusú, és egyik megszűnése a világmindenség pusztulását idézné elő. A két pólus örökös versengése és egymásra hatása viszi tovább az AKIA tanait és hitrendszerét.”

## Kritikák
Az egyházak, vallásfelekezetek és vallási közösségek jogállásáról szóló jogszabályok 2011-es módosítása kapcsán, illetve azt követően, hogy az Alkotmánybíróság megsemmisítette a törvény egyes rendelkezéseit, a magyarországi jobboldali sajtóban több cikk jelent meg a kétesnek minősített egyházakkal kapcsolatban; ezek közé sorolták az Akia egyházat is.